# Daberkow
Daberkow là một đô thị thuộc huyện Vorpommern-Greifswald (trước thuộc Demmin), bang Mecklenburg-Vorpommern, Đức. Đô thị Daberkow có diện tích 15,39 km², dân số thời điểm ngày 31 tháng 12 năm 2006 là 408 người.